# Jumbo (groupe)
Pour les articles homonymes, voir Jumbo.
Jumbo est un groupe mexicain de rock alternatif, originaire de Monterrey.

## Histoire
Le groupe est formé en 1997 à Monterrey, Nuevo León avec le line-up suivant : Alejandro Clemente Castillo Guerra (connu simplement sous le nom de Castillo) (chant et guitare), Jorge Tamez Chapa (alias Flip Fantastic, Fruit ou Flipi) (guitare), Carlos Alfredo Castro Aradillas (alias Charly Pornet) (basse), Eduardo David González Peláez (alias Edy ou Eddie) (claviers), et Enrique Demián González Peláez (alias Bichos Wako) (batterie). Il faisait partie de l'Avanzada Regia, une proposition musicale de la capitale du Nuevo León. Le groupe a été fondé en mai 1997 avec le line-up suivant :
En 1999, ils sortent leur premier album, Restaurant, qui comprend les chansons Monotransistor, Siento que..., Aquí et Fotografía, avec lesquelles ils se positionnent sur la scène musicale mexicaine. En mai 2005, les frères Eddie et Bichos Wako quittent le groupe. Jumbo continue avec l'album Gran Panorámico, sorti en 2005.
En 2024, pour le 25e anniversaire de leur premier album, Restaurant, ils entament une tournée au Mexique et aux États-Unis. 

## Discographie
- 1998 : Un tributo (a José José) (album hommage, reprise de la chanson Lo dudo)
- 1999 : Restaurant
- 2001 : D.D. y ponle play
- 2003 : Teleparque
- 2005 : Gran Panorámico
- 2007 : Superficie
- 2009 : Álamo. Canciones en madera, vol. 1
- 2011 : Alto al fuego
- 2012 : Manes
- 2014 : Alfa Beta Grey
- 2018 : Manual de viaje a un lugar lejano